# HD35479
HD35479 — хімічно пекулярна зоря спектрального класу B9, що має видиму зоряну величину в смузі V приблизно  8,1.
Вона  розташована на відстані близько 720,0 світлових років від Сонця.

## Пекулярний хімічний вміст
Зоряна атмосфера HD35479 має підвищений вміст 
Si
.